# Hemerobius ceraticus
Hemerobius ceraticus là một loài côn trùng trong họ Hemerobiidae thuộc bộ Neuroptera. Loài này được Navás miêu tả năm 1924.